# Medaglia per la difesa del Transartico sovietico
La medaglia per la difesa del Transartico sovietico è stata un premio statale dell'Unione Sovietica.

## Storia
La medaglia venne istituita il 5 dicembre 1944.

## Assegnazione
La medaglia veniva assegnata ai partecipanti alla difesa del Transartico sovietico.

## Insegne
- La medaglia era di ottone. Il dritto raffigurava il busto di un soldato in un cappotto di pelle di pecora e cappello di pelliccia che porta un fucile PPŠ-41. A sinistra del soldato, vi era l'immagine in parte nascosta di una nave da guerra, su entrambi i lati della testa, aerei militari in volo, sovrapposti in basso al centro e in basso a destra della giacca, vi erano due carri. Lungo l'intera circonferenza del dritto, una banda 3 millimetri con la scritta in rilievo "PER LA DIFESA DEL TRANS ARTICO SOVIETICO" (Russo: «ЗА ОБОРОНУ СОВЕТСКОГО ЗАПОЛЯРЬЯ»), nella parte inferiore, una stella a cinque punte recante la falce e martello. Sul retro nella parte superiore, l'immagine in rilievo della falce e martello, sotto l'immagine, la scritta su rilievo tre righe "PER LA MADREPATRIA SOVIETICA" (Russo: «ЗА НАШУ СОВЕТСКУЮ РОДИНУ»).
- Il nastro era bianco con tre strisce due azzurre e una verde.